# Алітус (стадіон)
«Міський стадіон Алітуса» (лит. Alytaus miesto stadionas) — багатофункціональний стадіон у місті Алітус, Литва, домашня арена ФК «Дайнава».
Стадіон відкритий 1924 року. У 1957–1958, 1993, 2007 та 2009–2010 роках реконструйовувався. 
У 2013 році арена приймала матчі в рамках Юнацького чемпіонату Європи з футболу (U-19).
Окрім футбольних матчів на стадіоні проводяться змагання з різних видів спорту та культурні заходи.